# George Justinus Kolff
George Justinus Kolff (Geldermalsen, 25 november 1913 – Deil, 20 november 2000) was een Nederlands politicus van de CHU.

## Loopbaan
Kolff is afgestudeerd in de rechten en werd in september 1945 waarnemend burgemeester van Deil en in maart 1946 werd hij daar de kroonbenoemde burgemeester. Daarmee trad hij in de voetsporen van zijn opa (Marius Kolff) en oom (Tim Kolff) die eerder in Deil die functie ook vervuld hebben. Daarnaast is hij lange tijd dijkgraaf van het polderdistrict Tielerwaard geweest wat eveneens een functie betrof die door onder andere zijn opa vervuld is. Op 1 januari 1969 werd hij daarnaast waarnemend burgemeester van Beesd en een half jaar later werd hij van die gemeente alsnog kroonbenoemd burgemeester. Vanaf oktober 1970 was Lammert Jan Hommes, destijds burgemeester van Beusichem, vanwege gezondheidsproblemen van Kolff bijna een jaar waarnemend burgemeester van Deil en Beesd. In mei 1973 werd aan Kolff ontslag verleend als burgemeester van Beesd en in november 1974 kwam ook een einde aan zijn burgemeesterschap van Deil. Kolff overleed eind 2000 op 86-jarige leeftijd.

## Familie
Kolff was lid van het Nederland's Patriciaatsgeslacht Kolff en was een zoon van mr. dr. Gualthérus Kolff (1879-1959), voor de CHU lid van de Eerste Kamer, en Jeanne Adrienne Bloembergen (1888-1979). Hij was een kleinzoon van mr. Marius Kolff (1871-1931) die tussen 1880 en 1913 burgemeester en secretaris van Deil was, net als andere familieleden. Sinds 1811 was er tot 1974 bijna steeds een lid van het geslacht Kolff burgemeester van Deil, met uitzondering van enkele maanden in 1880 en de periode 1942-1945. Hij trouwde in 1945 met Johanna Geertruida Quirina Knobbout (1920-2010) met wie hij twee dochters en een zoon kreeg.

### Burgemeesters van Deil
Gualtherus Kolff (1775-1846), schepen 1796-1811, schout 1804-1811, secretaris 1804-1835, maire, later genoemd burgemeester van Deil 1811-1835
- Willem Marinus Kolff (1810-1868), burgemeester en secretaris 1836-†
  - Gualtherus Marinus Kolff (1840-1879), burgemeester en secretaris 1868-†
  - Jannetta Antonia Kolff (1846-1928); trouwde in 1872 met haar neef mr. Marius Kolff (1848-1931), burgemeester en secretaris 1880-1913
- Gualtherus Marinus Jan Kolff (1815-1866), secretaris Tielerwaard
  - Mr. Marius Kolff (1848-1931), burgemeester en secretaris 1880-1913
    - Mr. dr. Gualtherus Kolff (1879-1959), lid van de Eerste Kamer
      - Mr. George Justinus Kolff (1913-2000), burgemeester 1945-1974

    - Mr. Willem Marinus Kolff (1882-1944), burgemeester 1914-1942

## Noot
1. ↑  Nederland's Patriciaat 78 (1994), p. 109-111.